# Герб Ульциня
Герб Ульциня — офіційний герб міста Ульцинь, що знаходиться в Чорногорії.

## Опис
Герб має форму щита та золоту кайму, на якому поєднані всі характерні для Ульциня символи:
- Старе місто з кам'яним фундаментом на березі Адріатичного моря;
- Символ сонця, розміщений над Старим містом;
- Оливкова гілка з плодами;
- Старий іллірійський човен із головою вовка.